# Yasuji Ohagi
Yasuji Ohagi (Japonés: 大萩康司 ) es un guitarrista clásico Japonés de fama internacional. Ha ofrecido numerosos conciertos alrededor del mundo y ha grabado más de diez discos desde su debut en el año 2000 . También ha ofreccido clases magistrales y ha sido jurado en importante competencias internacionales .

## Formación
Yasugi Ohagi comenzó a estudiar guitarra con la motivación de su madre y la música del gran guitarrista John Williams. Ha sido estudiante de los maestros Hiroshi Hagiwara, Yoshihisa Nakano, y Shin-ichi Fukuda. En Francia, estudió en  l'École normale de musique de Paris  con Alberto Ponce y en el Conservatoire National Supérieur de Musique de Paris con Olivie Chassain.  Además, ha estudiado con el maestro italiano Oscar Ghiglia en la Academia Musicale Chigiana en Siena. En 1998, Ohagi ganó el segundo premio del Concurso Internacional de Guitarra de La Habana, y además recibió un premio especial de parte del jurado, incluyendo Leo Brouwer. Además, ha recibido el premios de música .

## Conciertos
Ohagi ha realizado numerosos conciertos en distintos países incluyendo, además de su natal Japón, Canadá, China, Colombia, Cuba, Estados Unidos, Francia, Corea, Rusia, Taiwán. Su debut en Japón fue en el Tokyo Culture Hall; en Francia, en el Banco Nacional de Francia en París, y en Estados Unidos hizo su debut en el Centro Kennedy  de Washington, el cual fue internacionalmente transmitido en vivo. En 2005 fue invitado a la feria musical CUBADISCO donde, además de tocar solo, tocó el Concierto de Aranjuez acompáñado de la Orquesta Sinfónica Nacional de Cuba dirigida por la maestra Zenaida Romeu. En 2010, fue invitado nuevamente a tocar con la Orquesta Sinfónica Nacional de Cuba e interpretó el concierto para guitarra  y bandaleón de Piazzolla. Además del Concierto de Aranjuez, ha tocado con orquesta el Concierto Andaluz de Rodrigo, Gismontiana de Brouwer, entre otros .

## Discografía
- Un día de noviembre (2000-09-20)
- Cielo (2001-08-22)
- Bleu (2003-01-22)
- To the Island (2004-01-21)
- La Habana (2005-06-22)
- Concierto en La Habana 2005 (2005-10-21)
- Les Dix Cordes (2005-11-23)/with Jing Zhao (chelo)
- Aquarelle (2007-02-21)
- El día que me quieras (2008-03-19)
- Camino del viento (2009-03-18)
- Felicitations! (2010-05-19)
- Astor Piazzolla (2012-04-04)
- Nocturnal (2013-08-21)
- El Abrazo (2014-10-29)
- Trois beaux oiseaux du Paradis (2016-04-20)